# Bureau van de Hoge Commissaris van de Verenigde Naties voor de Mensenrechten
Het Bureau van de Hoge Commissaris voor de Mensenrechten (Engels: Office of the High Commissioner for Human Rights, afgekort OHCHR), oorspronkelijk VN-centrum voor de Mensenrechten (United Nations Centre for Human Rights, UNCHR), is het bureau van de Verenigde Naties dat zich inzet voor promotie en bescherming van de mensenrechten die worden gewaarborgd door het internationale recht en vastgelegd in de Universele Verklaring van de Rechten van de Mens van 1948.
Het werd opgericht door beslissing van de Algemene Vergadering van de Verenigde Naties op 20 december 1993 na de World Conference on Human Rights die werd gehouden in Wenen van 14 tot 25 juni 1993.
Het bureau wordt geleid door de hoge commissaris voor de Mensenrechten, die de mensenrechtenactiviteiten van de hele Verenigde Naties coördineert en fungeert als het secretariaat van de Mensenrechtenraad in de Zwitserse stad Genève. Sinds 8 september 2022 is de hoge commissaris Volker Türk uit Oostenrijk, die Michelle Bachelet uit Chili opvolgde.
In 2018-2019 had het bureau een budget van 201,6 miljoen dollar (wat overeenkomt met 3,7% van het reguliere VN-budget), en ongeveer 1.300 werknemers in Genève en New York.

## Doel
De doelstellingen van OHCHR zijn:
1. Het universele genot van alle mensenrechten bevorderen door praktische uitvoering te geven aan de wil en vastberadenheid van de wereldgemeenschap zoals uitgedrukt door de Verenigde Naties
2. Speel de leidende rol in mensenrechtenkwesties en benadruk het belang van mensenrechten op internationaal en nationaal niveau
3. Bevordering van internationale samenwerking voor mensenrechten
4. Stimuleer en coördineer actie voor mensenrechten in het hele systeem van de Verenigde Naties
5. Universele ratificatie en implementatie van internationale normen bevorderen
6. Assisteren bij de ontwikkeling van nieuwe normen
7. Ondersteuning van mensenrechtenorganen en verdragstoezichtsorganen
8. Reageren op ernstige schendingen van de mensenrechten
9. Onderneem preventieve mensenrechtenacties
10. Bevordering van de totstandbrenging van nationale mensenrechteninfrastructuren
11. Activiteiten en operaties op het gebied van mensenrechten ondernemen
12. Onderwijs, informatieadvies en technische bijstand op het gebied van mensenrechten

## Organisatie
De OHCHR is onderverdeeld in organisatie-eenheden, zoals hieronder beschreven. Het OHCHR wordt geleid door een Hoge Commissaris met de rang van ondersecretaris-generaal.

### Hoge Commissaris voor de Mensenrechten (Ondersecretaris-Generaal)
De Hoge Commissaris van de Verenigde Naties voor de mensenrechten, die verantwoording verschuldigd is aan de secretaris-generaal, is verantwoordelijk voor alle activiteiten van het OHCHR, evenals voor het bestuur ervan, en voert de taken uit die hem of haar specifiek zijn toegewezen door de Algemene Vergadering van de VN in resolutie 48/141 van 20 december 1993 en daaropvolgende resoluties van beleidsbepalende organen. Het adviseert de secretaris-generaal over het beleid van de Verenigde Naties op het gebied van mensenrechten, zorgt ervoor dat inhoudelijke en administratieve ondersteuning wordt gegeven aan de projecten, activiteiten, organen en organen van het mensenrechtenprogramma, vertegenwoordigt de secretaris-generaal op vergaderingen van mensenrechtenorganen en bij andere mensenrechtenevenementen en voert speciale opdrachten uit zoals besloten door de secretaris-generaal. Naast de mensenrechten die momenteel zijn opgenomen in juridisch bindende verdragen, bevordert de Hoge Commissaris ook de mensenrechten die nog moeten worden erkend in het internationaal recht (zoals de goedkeuring van economische, sociale en culturele rechten als een strategische prioriteit, die momenteel niet allemaal worden erkend in internationale juridische instrumenten).

### Plaatsvervangend Hoge Commissaris voor de Mensenrechten (Adjunct-secretaris-generaal)
De Hoge Commissaris van de Verenigde Naties voor de mensenrechten wordt bij de uitvoering van zijn of haar activiteiten bijgestaan door een plaatsvervangend Hoge Commissaris die optreedt als verantwoordelijke officier tijdens de afwezigheid van de Hoge Commissaris. Daarnaast voert de plaatsvervangend Hoge Commissaris specifieke inhoudelijke en administratieve opdrachten uit zoals bepaald door de Hoge Commissaris. De plaatsvervanger legt verantwoording af aan de Hoge Commissaris.
De huidige plaatsvervangend Hoge Commissaris voor de Mensenrechten is Nada Al-Nashif uit Jordanië.

### Adjunct-secretaris-generaal voor de mensenrechten (VN-hoofdkwartier New York)
De adjunct-secretaris-generaal voor de mensenrechten (niet te verwarren met de plaatsvervangend hoge commissaris, die ook adjunct-secretaris-generaal is) in New York staat aan het hoofd van het New Yorkse bureau van de Hoge Commissaris. Het kantoor in New York vertegenwoordigt de Hoge Commissaris op het hoofdkwartier van de Verenigde Naties in New York en bevordert de integratie van mensenrechten in beleidsprocessen en activiteiten van intergouvernementele en interinstitutionele organen bij de Verenigde Naties.
De functie van adjunct-secretaris-generaal voor de mensenrechten werd gecreëerd in 2010, toen Ivan Šimonović in deze functie werd benoemd. Van 2016 tot 2019 werd de functie bekleed door Andrew Gilmour. De huidige adjunct-secretaris-generaal voor mensenrechten, sinds 2020, is Ilze Brands Kehris uit Letland.

### Stafbureau van de Hoge Commissaris voor de Mensenrechten van de Verenigde Naties
Het stafbureau van de Hoge Commissaris voor de Mensenrechten van de Verenigde Naties wordt geleid door een chef die verantwoording verschuldigd is aan de Hoge Commissaris. De kerntaken van het personeelsbureau zijn:
1. de Hoge Commissaris bijstaan in de algemene richting van en het toezicht op de activiteiten van het mensenrechtenprogramma
2. de Hoge Commissaris bijstaan bij de formulering, communicatie, uitvoering en evaluatie van beleid, praktijken en activiteiten ter bevordering en bescherming van de mensenrechten
3. de Hoge Commissaris bijstaan bij het onderhouden van betrekkingen met regeringen, andere agentschappen en entiteiten van de Verenigde Naties, internationale organisaties, regionale en nationale instellingen, niet-gouvernementele organisaties, de particuliere sector en de academische wereld
4. de Hoge Commissaris bijstaan bij het onderhouden van contacten over beleidsaangelegenheden met het uitvoerend bureau van de secretaris-generaal en andere relevante bureaus op het hoofdkantoor, evenals met de woordvoerders van de secretaris-generaal in New York en Genève en de media
5. het uitvoeren van fondsenwervende taken en speciale projecten zoals toegewezen door de Hoge Commissaris
6. de Hoge Commissaris bij te staan bij het ontwikkelen en onderhouden van een kader voor het beheer en de planning van de activiteiten van het mensenrechtenprogramma en het vergemakkelijken van de ontwikkeling van het algemene werkprogramma, en bij het opstellen van jaarlijkse beheersverslagen over activiteiten en prestaties
7. de Hoge Commissaris op vergaderingen vertegenwoordigen en namens hem of haar verklaringen afleggen

### Administratieve sectie
De administratieve afdeling wordt geleid door een chef, Kyle F. Ward, die verantwoording aflegt aan de plaatsvervangend hoge commissaris. De kerntaken van de administratieve afdeling zijn, naast die welke zijn uiteengezet in sectie 7 van het bulletin ST/SGB/1997/5 van de secretaris-generaal:
1. de Hoge Commissaris adviseren over de budgettaire, financiële en personele aangelegenheden met betrekking tot het mensenrechtenprogramma
2. de Hoge Commissaris en het passende personeel bijstaan bij de uitvoering van hun financiële, personele en algemene administratieve verantwoordelijkheden en het beheer van de geassocieerde expert- en stageprogramma's

### Kantoor New York
Het kantoor in New York wordt geleid door een adjunct-secretaris-generaal die verantwoording aflegt aan de Hoge Commissaris. De kerntaken van het kantoor in New York zijn:
1. vertegenwoordigen van de Hoge Commissaris op het hoofdkantoor, op vergaderingen van beleidsbepalende organen, met permanente missies van de lidstaten, op interdepartementale en interagentschappenvergaderingen, met niet-gouvernementele organisaties en beroepsgroepen, op academische conferenties en met de media
2. beleidsadvies en aanbevelingen over inhoudelijke aangelegenheden verstrekken aan de Hoge Commissaris
3. informatie en advies over mensenrechten verstrekken aan het uitvoerend bureau van de secretaris-generaal
4. inhoudelijke steun te verlenen aan de Algemene Vergadering, de Economische en Sociale Raad en andere beleidsbepalende organen die in New York zijn gevestigd
5. materialen en informatie te verstrekken aan de permanente missies, afdelingen van de Verenigde Naties, agentschappen en programma's, niet-gouvernementele organisaties, de media en anderen met betrekking tot het mensenrechtenprogramma
6. ondersteuning bieden aan de Hoge Commissaris en andere functionarissen, en aan speciale rapporteurs en speciale vertegenwoordigers tijdens hun missie in New York
7. andere specifieke opdrachten uit te voeren zoals besloten door de Hoge Commissaris

### Afdeling Thematisch engagement, speciale procedures en recht op ontwikkeling
De afdeling Thematic Engagement, speciale procedures en recht op ontwikkeling wordt geleid door een directeur die verantwoording aflegt aan de Hoge Commissaris. De kerntaken van de afdeling zijn:
1. het recht op ontwikkeling te bevorderen en te beschermen, met name door:
  1. ondersteuning van intergouvernementele groepen van deskundigen bij de voorbereiding van de strategie voor het recht op ontwikkeling
  2. het assisteren bij de analyse van de vrijwillige verslagen van staten aan de Hoge Commissaris over de vooruitgang en de stappen die zijn genomen met het oog op de verwezenlijking van het recht op ontwikkeling en over de ondervonden belemmeringen
  3. het uitvoeren van onderzoeksprojecten over het recht op ontwikkeling en het voorbereiden van inhoudelijke outputs voor indiening bij de Algemene Vergadering, de Commissie voor de Rechten van de Mens en verdragsorganen
  4. assisteren bij de inhoudelijke voorbereiding van adviesdienstenprojecten en educatief materiaal over het recht op ontwikkeling
  5. het verstrekken van inhoudelijke analyse en ondersteuning aan de Hoge Commissaris in zijn of haar mandaat om het systeem brede draagvlak voor het recht op ontwikkeling te vergroten
2. inhoudelijke onderzoeksprojecten uit te voeren over het hele scala van mensenrechtenkwesties die van belang zijn voor mensenrechtenorganen van de Verenigde Naties in overeenstemming met de prioriteiten die zijn vastgesteld in de Verklaring en het Actieprogramma van Wenen en resoluties van beleidsbepalende organen
3. het werk van de mandaathouders van de bijzondere procedures van de Mensenrechtenraad te ondersteunen
4. inhoudelijke diensten verlenen aan mensenrechtenorganen die zich bezighouden met normalisatieactiviteiten
5. het opstellen van documenten, verslagen of ontwerpverslagen, samenvattingen en synthese- en standpuntnota's naar aanleiding van specifieke verzoeken, alsmede inhoudelijke bijdragen aan voorlichtingsmateriaal en publicaties
6. beleidsanalyse, advies en begeleiding bieden over inhoudelijke procedures
7. de informatiediensten van het mensenrechtenprogramma te beheren, met inbegrip van het documentatiecentrum en de bibliotheek, de inlichtingendiensten en de mensenrechtendatabanken
8. studies voorbereiden over relevante artikelen van het Handvest van de Verenigde Naties voor het repertoire van de praktijk van organen van de Verenigde Naties

### Afdeling Mensenrechtenraad en Verdragsmechanismen
De afdeling Mensenrechtenraad en Verdragsmechanismen wordt geleid door een directeur die verantwoording aflegt aan de Hoge Commissaris. De kerntaken van de afdeling zijn:
1. het plannen, voorbereiden en onderhouden van sessies/vergaderingen van de Mensenrechtenraad, het Raadgevend Comité en aanverwante werkgroepen en van de commissies die zijn ingesteld door mensenrechtenverdragsorganen en hun werkgroepen
2. ervoor te zorgen dat het betrokken mensenrechtenverdragsorgaan tijdig substantiële steun krijgt, waarbij gebruik wordt gemaakt van de passende middelen van het mensenrechtenprogramma
3. rapporten op te stellen die partij zijn bij de staat voor beoordeling door het betrokken verdragsorgaan en follow-up van besluiten en aanbevelingen
4. voorbereiden of coördineren van de voorbereiding en indiening van alle inhoudelijke en andere documenten en de ondersteuning door andere beheerseenheden voor de activiteiten van verdragsorganen, en follow-up van besluiten die tijdens vergaderingen van die organen zijn genomen
5. het plannen, voorbereiden en onderhouden van sessies van de raad van bestuur van het Vrijwilligersfonds van de Verenigde Naties voor slachtoffers van foltering, en het uitvoeren van relevante beslissingen
6. verwerken mededelingen die volgens facultatieve procedures aan verdragsorganen worden voorgelegd en mededelingen volgens de procedures die door de Economische en Sociale Raad zijn vastgesteld in resolutie 1503 (XLVIII) van 27 mei 1970 en die zorgen voor de follow-up

### Afdeling Operaties en Technische Samenwerking
De afdeling Operaties en Technische Samenwerking wordt geleid door een directeur die verantwoording verschuldigd is aan de Hoge Commissaris. De kerntaken van de afdeling zijn:
1. ontwikkelen, uitvoeren, monitoren en evalueren van adviesdiensten en projecten voor technische bijstand op verzoek van regeringen
2. Beheer van het Vrijwillig Fonds voor Technische Samenwerking op het gebied van de mensenrechten
3. Uitvoering van het actieplan van het decennium van de Verenigde Naties voor mensenrechteneducatie, met inbegrip van de ontwikkeling van informatie- en educatief materiaal;
4. inhoudelijke en administratieve ondersteuning te bieden aan onderzoek mechanismen op het gebied van mensenrechten, zoals speciale rapporteurs, vertegenwoordigers en deskundigen en werkgroepen die door de Commissie voor de rechten van de mens en/of de Economische en Sociale Raad zijn gemandateerd om specifieke situaties in landen of fenomenen van mensenrechtenschendingen wereldwijd aan te pakken, evenals de Speciale Commissie van de Algemene Vergadering om Israëlische praktijken te onderzoeken die van invloed zijn op de mensenrechten van het Palestijnse volk en Andere Arabieren van de bezette gebieden
5. plannen, ondersteunen en evalueren van aanwezigheid en missies op het gebied van mensenrechten, met inbegrip van de formulering en ontwikkeling van beste praktijken, procedurele methodologie en modellen voor alle mensenrechtenactiviteiten in het veld
6. vrijwillige fondsen beheren voor aanwezigheid op het gebied van mensenrechten
7. het beheer van het Vrijwillig fonds voor hedendaagse vormen van slavernij, het Vrijwillig Fonds voor Inheemse Bevolkingen en het Vrijwillig Fonds voor het Internationale Decennium van de inheemse bevolking van de wereld

## Hoge commissarissen voor de Mensenrechten
| Nr | Foto | Naam                    | Land        | Termijn                             | Nota's |
| -- | ---- | ----------------------- | ----------- | ----------------------------------- | --- |
| 1  |      | José Ayala-Lasso        | Ecuador     | 1994 – 1997                         | |
| 2  |      | Mary Robinson           | Ierland     | 1997 – 2002                         | Termijn werd niet vernieuwd door toenmalig VN-secretaris-generaal Kofi Annan                                             |
| 3  |      | Sérgio Vieira de Mello  | Brazilië    | 2002 – 2003                         | Vermoord in de aanslag op het Canal Hotel in Bagdad op 19 augustus 2003                                                  |
| 3a |      | Bertrand Ramcharan      | Guyana      | 2003 – 2004                         | Waarnemend hoge commissaris                                                                                              |
| 4  |      | Louise Arbour           | Canada      | 2004 – 2008                         | Stelde zich niet kandidaat voor een tweede termijn                                                                       |
| 5  |      | Navanethem Pillay       | Zuid-Afrika | 1 september 2008 - 31 augustus 2014 | Haar mandaat was verlengd voor een bijkomende halve termijn (twee jaar) door de Algemene Vergadering op 1 september 2012 |
| 6  |      | Zeid Ra'ad Al Hussein   | Jordanië    | 1 september 2014 - 31 augustus 2018 | |
| 7  |      | Michelle Bachelet Jeria | Chili       | 1 september 2018 - 31 augustus 2022 | Verkozen op de Algemene Vergadering van 10 augustus 2018, stelde zich niet kandidaat voor een tweede termijn             |
| 8  |      | Volker Türk             | Oostenrijk  | 8 september 2022 - heden            | Huidige hoge commissaris; benoemd door VN-secretaris-generaal Antonio Guterres                                           |